# مارسيل باير
مارسيل باير (بالألمانية: Marcel Beyer)‏ هو مترجم وكاتب وشاعر ألماني، ولد في 23 نوفمبر 1965 في Tailfingen ‏ في ألمانيا.

## وصلات خارجية
- مارسيل باير على موقع الموسوعة البريطانية (الإنجليزية)
- مارسيل باير على موقع مونزينجر (الألمانية)